# Мите Пайтовски
Димитър (Мите) Янев Пайтовски е български революционер, четник, деец на Вътрешната македоно-одринска революционна организация.

## Биография
Мите Янев е роден в 1882 или в 1885 година в село Гарван, Радовишко, тогава в Османската империя, днес в Северна Македония. Влиза във ВМОРО, четник е в Радовишко.
При избухването на Балканската война в 1912 година Янев е доброволец в Македоно-одринското опълчение и се сражава в четата на Симеон Молеров, а по-късно служи в 3 рота на 14 воденска дружина.
През Първата световна война, по случай 15-ата годишнина от Илинденско-Преображенското въстание, е награден с бронзов медал „За заслуга“, на военна лента, с корона за заслуги към постигане на българския идеал в Македония.
След Първата световна война е федералист в четата на Ване Арсов.